# Mirsodiq Tojiyev
Mirsodiq Mahmudovich Tojiyev (russisk: Мирсадык Махмудович Таджиев tr. Mirsadik Makhmudovitj Tadsjijev født 1944 i Tasjkent, Usbekiske SSR, Sovjetunionen, død 8. juni 1996 ) var en usbekisk og sovjetisk komponist og lærer.
Tadzhiev studerede komposition på Musikkonservatoriet i Tasjkent. Han har skrevet 19 symfonier, orkesterværker, kammermusik, operaer, filmmusik etc.
Han blev senere lærer i komposition på Tasjkent Musikonservatorium og var også leder at komponistforeningen i Usbekistan.

## Udvalgte værker
- Symfoni nr. 1 (1969) - for orkester
- Symfoni nr. 2 "Oygul og Bakhtiyor" (1970) - for orkester
- Symfoni nr. 3 (1972) - for orkester
- Symfoni nr. 4 (1975) - for orkester
- Symfoni nr. 5 (1975) - for orkester
- Symfoni nr. 6 (1976) - for orkester
- Symfoni nr. 7 (1977) - for orkester
- Symfoni nr. 8 (1979) - for orkester
- Symfoni nr. 9 (1980) - for orkester
- Symfoni nr. 10 (1982) - for orkester
- Symfoni nr. 11 (1983) - for orkester
- Symfoni nr. 12 "Til minde om de faldende i den store oktober krig" (1985) - for orkester
- Symfoni nr. 13 (1988) - for orkester
- Symfoni nr. 14 "Gulag-øhavet" (1989) - for orkester
- Symfoni nr. 15 (1990) - for orkester
- Symfoni nr. 16 "Spiritus" (1989) - for kammerorkester
- Symfoni nr. 17 "Samon Lulli" (1992) - for orkester
- Symfoni nr. 18 (1992) - for orkester
- Symfoni nr. 19 "Heroisk" (1994) - for orkester
- "Bakhor" (19?) - opera